# Поцелуй Иуды

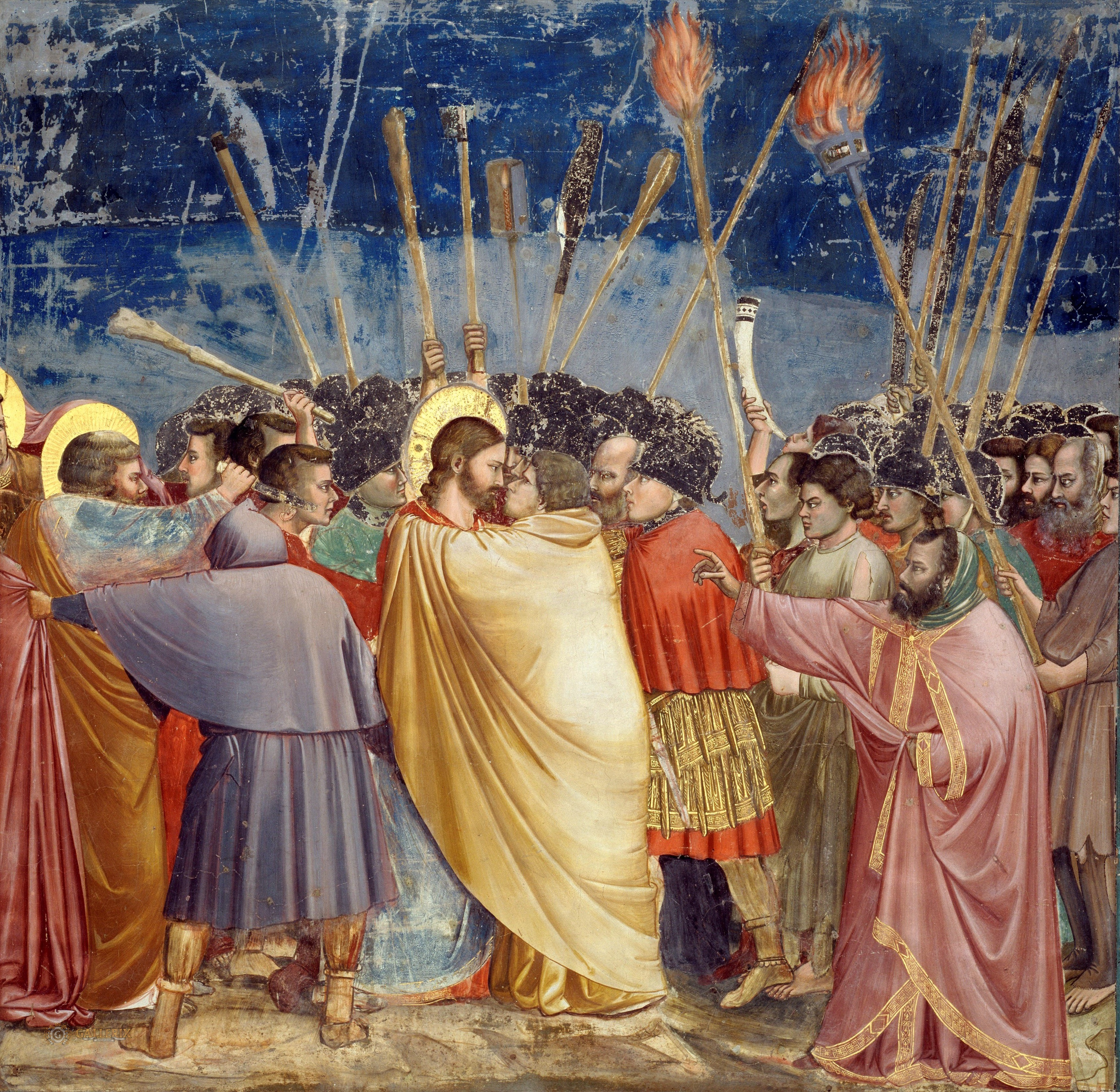
«Поцелуй Иуды»
(Джотто, Капелла Скровеньи, между 1304 и 1306 годами)

Поцелуй Иуды (Лобзание Иуды) — эпизод Евангелия. Согласно авторам Евангелия, Иуда Искариот, один из учеников Иисуса Христа, предал его. Чтобы указать на Христа, он, подойдя со стражей, поцеловал Иисуса ночью в Гефсиманском саду после моления о чаше. Поцелуй Иуды относится в христианстве к числу Страстей Христовых и следует сразу за гефсиманским молением Иисуса. Поцелуй Иуды — символ предательства.

## Евангельское повествование
Сцена поцелуя Иуды описана у всех евангелистов за исключением Иоанна, который только описывает сцену ареста.

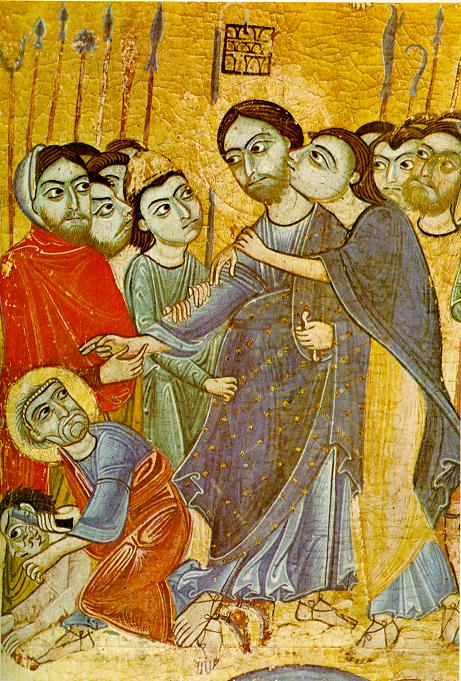
«Поцелуй Иуды»
(неизвестный мастер, XII век)

| Евангелие                | Текст |
| ------------------------ | --- |
| От Матфея (Мф. 26:47-49) | …вот Иуда, один из двенадцати, пришёл, и с ним множество народа с мечами и кольями, от первосвященников и старейшин народных. Предающий же Его дал им знак, сказав: Кого я поцелую, Тот и есть, возьмите Его. И, тотчас подойдя к Иисусу, сказал: радуйся, Равви! И поцеловал Его. |
| От Марка (Мк. 14:44-45)  | Предающий же Его дал им знак, сказав: Кого я поцелую, Тот и есть, возьмите Его и ведите осторожно. И, придя, тотчас подошёл к Нему и говорит: Равви! Равви! и поцеловал Его. |
| От Луки (Лк. 22:47-48)   | …появился народ, а впереди его шёл один из двенадцати, называемый Иуда, и он подошёл к Иисусу, чтобы поцеловать Его. Ибо он такой им дал знак: Кого я поцелую, Тот и есть. Иисус же сказал ему: Иуда! целованием ли предаёшь Сына Человеческого?                                   |

## Апокрифическая литература
В апокрифе «Слово о сошествии Иоанна Крестителя во ад», восходящем к византийским сочинениям Евсевия Эмесского и Евсевия Александрийского, подробно рассказывается о том, как дьявол подтолкнул Иуду к предательству и проводится следующее рассуждение о его поцелуе в Гефсиманском саду:

О поцелуй, полный беззакония! О поцелуй, гибельный для души! О уступка геенне огненной! Блудница, целовавшая ноги Владыки, душу свою очистила от скверны. Этот же, поцеловав, душу свою погубил. Она, целуя, список грехов своих разорвала, этот же, целуя, вычеркнул себя из книг жизни. О премудрость женщины! О неразумье ученика! Когда она целовала ноги Владыки, ангелы радовались и венец ей готовили, когда этот целовал — бесы радовались и сплетали веревку для повешения.

## Богословское толкование

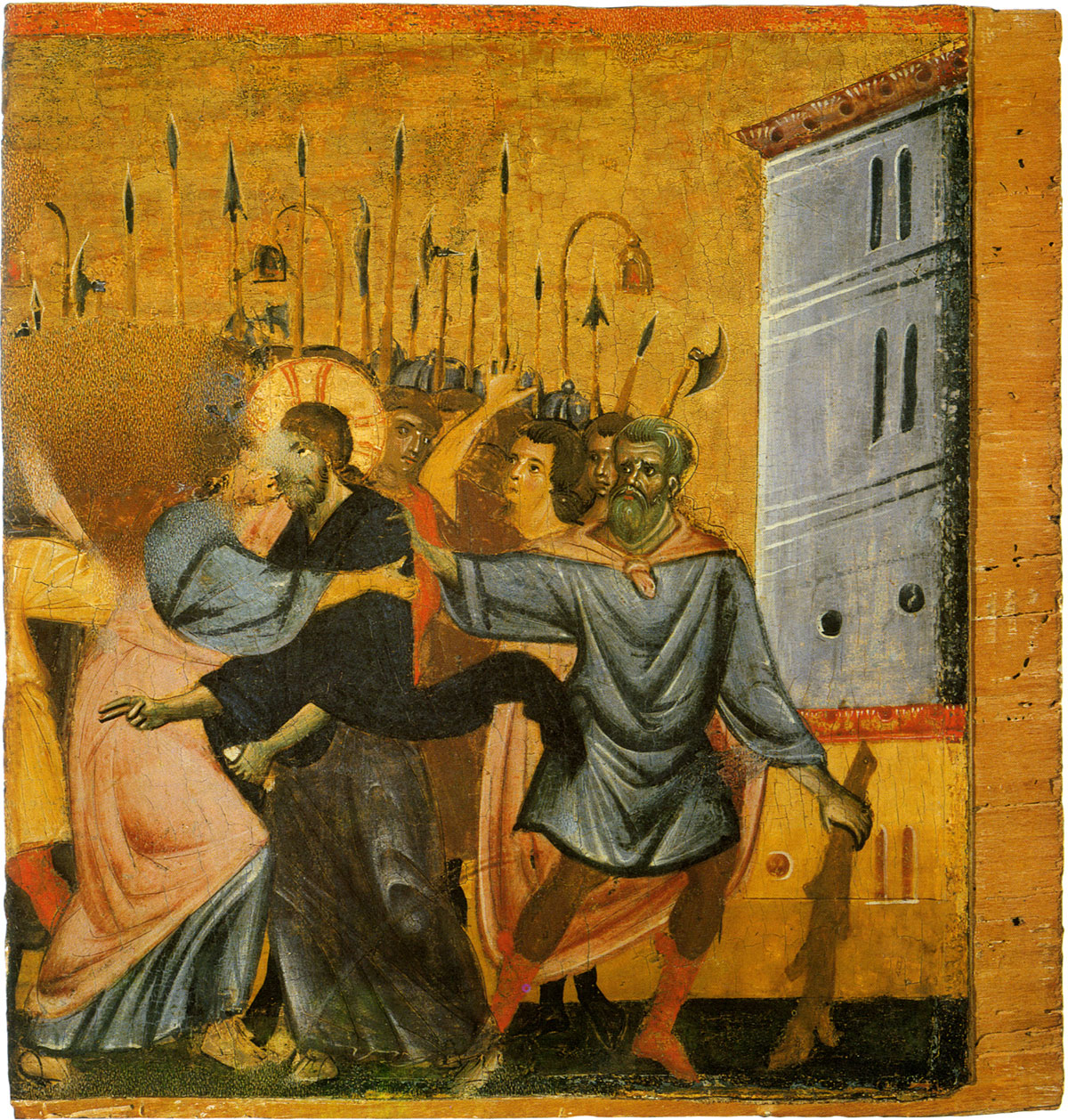
«Поцелуй Иуды»
(Гвидо да Сиена, 1275—1280)

Исследователи Нового Завета отмечают, что поцелуй, выбранный Иудой как условный знак для воинов, является традиционным приветствием у евреев. Целование перед предательством известно ещё из Ветхого Завета: полководец царя Давида Иоав перед убийством Амессая «взял... правою рукою Амессая за бороду, чтобы поцеловать его. Амессай же не остерёгся меча, бывшего в руке Иоава, и тот поразил его им в живот» (2Цар. 20:9-10). При этом комментаторы пишут: «Это действие, обыкновенно употребляемое как выражение дружества и любви, употребляемое Иудою как выражение предательства, показывает в Иуде или лукавство — желание и при самом конце скрыть от Иисуса Христа гнусный замысел против Него, или крайнюю злобу, насмешливо употребляющую доброе орудие для причинения крайнего вреда, или безсмыслие, не понимающее внутреннего значения употребляемых действий».
Феофилакт Болгарский в своём толковании на Евангелие от Луки пишет:

Иуда идущим на Иисуса поставил знаком поцелуй, но чтобы они не ошиблись по причине ночи, указал не издалека. Чтобы Иисус не скрылся, для сего они приходят с фонарями и светильниками. Что же Господь? Он допускает к Себе с этим вражеским поцелуем. И громовые стрелы не просыпались в неблагодарного и коварного! Так, Спаситель учит нас незлобию в таких обстоятельствах. Он с укоризной говорит только: Иуда! целованием ли предаёшь? Ужели не устыдишься самого вида предательства? Зачем к дружескому поцелую примешиваешь предательство, дело вражеское? Да и кого предаёшь? Сына Человеческого, то есть смиренного, кроткого, снисходительного, вочеловечившегося ради тебя, и притом истинного Бога. Говорит это потому, что до последнего времени пламенел к нему любовью.

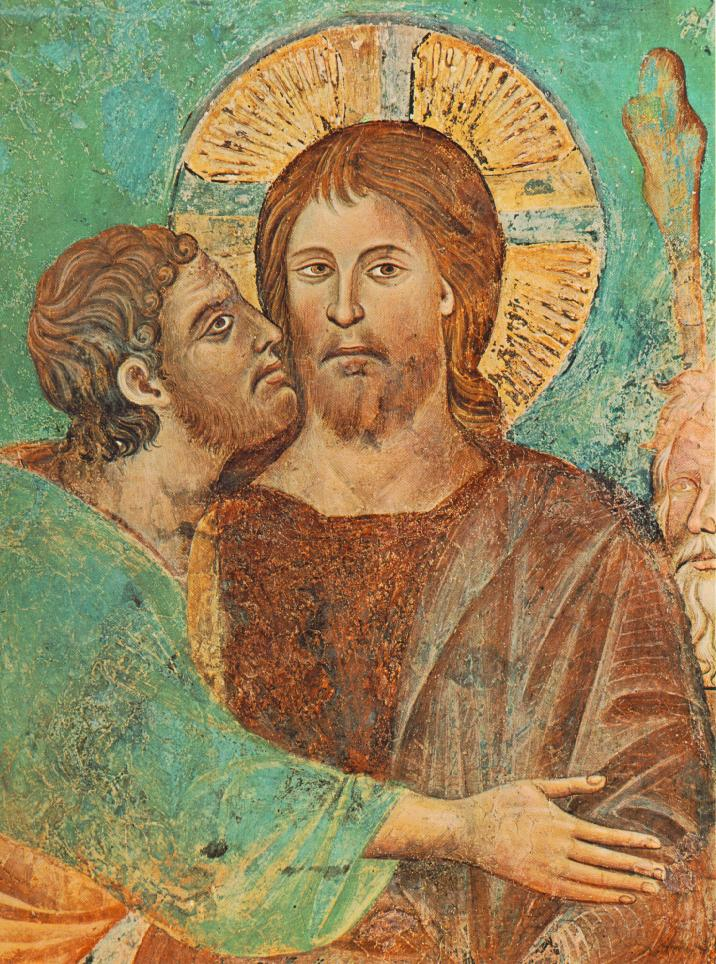
«Поцелуй Иуды»
(Чимабуэ, конец XIII века)

Иоанн Златоуст в своей Беседе «О предательстве Иуды» пишет о причинах, по которым Иуда сделал знак мира знаком предательства: «Знаю, кто показал тебе путь коварного лобзания: диавол внушил тебе такие объятия, а ты, повинуясь злому советнику, исполняешь волю его».

## В культуре
«Поцелуй Иуды» стал идиомой, выражающей высшую степень коварства человека, а также символом предательства. В Православной церкви на литургии перед причастием читается молитва в которой верующие просят Бога сделать их причастниками своих Тайн и обещают: «не бо врагом Твоим тайну повем, ни лобзания Ти дам, яко Иуда, но яко разбойник исповедаю Тя».
Сцена поцелуя Иуды часто встречается в изобразительном искусстве, особенно в росписях и на фресках церквей, где присутствует на страстных циклах в композициях ареста Иисуса.
Кинематограф:
- Арман Бур. «Поцелуй Иуды» (фр. Le Baiser de Judas), 1908 год (киностудия Фильм д’ар)
- Рафаэль Хиль. «Поцелуй Иуды», 1954 год
- Себастьян Гутьеррес. «Поцелуй Иуды» (англ. Judas Kiss), 1998 год
- Симес Ри. «Поцелуй Иуды» (англ. Judas Kiss), 2003 год
- J.T. Tepnapa. «Поцелуй Иуды» (англ. Judas Kiss), 2011 год

Музыка:
- песня «Until the End of the World» группы U2 (альбом Achtung Baby, 1991)
- песня «Judas» группы «Depeche Mode» (альбом Songs of Faith and Devotion, 1993)
- песня «The Kiss of Judas» группы «Stratovarius» (альбом Visions, 1997)
- песня «Judas Kiss» группы «The Academy Is...» (EP The Academy Is...) 2004
- песня «The Judas Kiss» группы «Metallica» (альбом Death Magnetic, 2008)
- песня «Babylons Burning» группы W.A.S.P. (альбом Babylon, 2009)
- песня «Judas» певицы Леди Гага (альбом Born This Way, 2011)
- песня «Kiss Me Judas» певца William Control (альбом Silentium Amoris, 2012)
- песня «Поцелуй Иуды» группы The Korea (альбом Колесницы Богов, 2012)
- песня «Иуда» рэпер Хаски (Дата выпуска: 2018 г.)
- песня «Алкоголь мой враг» группы Электрофорез (Дата выпуска: 2019 г.)

Массовая культура:
- «Поцелуй Иуды». Квест, 2008 год